# Argentino (bairro do Rio de Janeiro)
Argentino é um bairro da Zona Norte do município brasileiro do Rio de Janeiro, estado homônimo. Com quatro ruas e 515 residências, é o menor bairro da capital fluminense em extensão territorial. Sua criação foi sancionada em 21 de maio de 2025 pelo prefeito Eduardo Paes, após aprovação unânime da Câmara Municipal do Rio de Janeiro.

## História
A origem do bairro remonta à década de 1950, quando a área foi loteada por Argentino Lamas, proprietário do antigo Sítio do Argentino. Nos anos 1960, suas terras foram divididas, dando origem às ruas que hoje compõem o bairro.
Apesar de possuir identidade própria, a região era anteriormente considerada parte de Brás de Pina, o que gerava dificuldades administrativas e urbanísticas para os moradores. A mobilização pela oficialização do bairro ganhou força a partir de 2022, com a fundação da Associação de Moradores do Bairro Argentino (AMBA). Os residentes buscavam reconhecimento formal para superar desafios como a recusa de serviços de transporte por aplicativo, dificuldades na entrega de correspondências e desvalorização imobiliária causados pelos conflitos entre facções criminosas.
A proposta de criação do bairro foi apresentada pela vereadora Rosa Fernandes (PSD) e aprovada pela Câmara Municipal em abril de 2025.

## Localização e características
O Bairro Argentino está situado entre os bairros de Brás de Pina e Vila da Penha. Sua entrada principal fica na Avenida Meriti, nº 3 000, e é composto pelas ruas Alcides Rosa, Cabo Herculano, Emílio Miranda e Cabo Rocha.
A área é predominantemente residencial, com casas geminadas e ruas organizadas. Entre os pontos de referência locais estão o Shopping 3 000, a Escola Municipal Marcílio Dias e a Praça Roberto Vaz da Costa.

## Reconhecimento oficial
A sanção da lei que criou o Bairro Argentino foi publicada no Diário Oficial do Município do Rio de Janeiro em 21 de maio de 2025. Com isso, o bairro passou a constar nos registros administrativos e urbanísticos da cidade, permitindo melhorias na prestação de serviços públicos e na infraestrutura local.
A oficialização também buscou romper com estigmas de violência associados à região, anteriormente marcada por conflitos entre facções criminosas.